# Louis Terraux
Louis Terraux (1912-1974) est un chercheur et philologue français, expert en littérature française du XVe siècle.
Totalement inconnu du grand public et même de google scholar, Louis Terraux n'en est pas moins le découvreur de nombre de manuscrits. Ces années de recherches dans les abbayes ont ainsi permis la mise à jour d'œuvres inédites du poète Alain Chartier ou des traités de Nicolas Coqueret.
A 59 ans, il a publié son autobiographie, en 1971, passée inaperçue, ignorée tant de la B.N.F. que de Worldcat.